# Żabno (województwo kujawsko-pomorskie)
Żabno – wieś w Polsce położona w województwie kujawsko-pomorskim, w powiecie mogileńskim, w gminie Mogilno.

## Podział administracyjny
Wieś duchowna, własność opata benedyktynów w Mogilnie pod koniec XVI wieku leżała w powiecie gnieźnieńskim województwa kaliskiego. W latach 1975–1998 miejscowość należała administracyjnie do województwa bydgoskiego.

## Demografia
Według Narodowego Spisu Powszechnego (III 2011 r.) liczyła 368 mieszkańców. Jest dziesiątą co do wielkości miejscowością gminy Mogilno.